# Escarmouche (goélette)
Pour les articles homonymes, voir Escarmouche.
La goélette Escarmouche est probablement la dernière goélette de pêche construite en France.  
Son immatriculation est MA 296993 U (Marseille). 

## Histoire
Escarmouche est un ancien chalutier à voile construit à Saint-Malo par le chantier Craipeau (qui fut ensuite repris par le Chantier Labbé). La goélette commence sa carrière sous le nom d’Audacieux. Elle va progressivement remonter la Manche, en passant notamment par Fécamp, pour finir sa vie de laboureur des mers à Dunkerque sous le nom d’Anna-Maria.
Elle a été désarmée de la pêche en 1985. Reprise en très piteux état par deux associés, J. Bricout et D. Prest, elle retrouve une nouvelle jeunesse, avec notamment tout le massif d'étrave restauré, et des aménagements intérieurs effectués.
En 1991, Gilles Madec prend le relais pour une seconde étape de restauration en profondeur et la baptise Escarmouche. À cette occasion elle retrouve ses mâts et son gréement d'origine. Elle est aménagée pour accueillir 7 à 8 passagers en croisière hauturière.
Escarmouche est labellisée Bateau d'intérêt patrimonial (label 007/045) depuis le 25 octobre 2007.